# Jason Ulmer
Jason Ulmer (* 20. Dezember 1978 in Wilcox, Saskatchewan) ist ein ehemaliger kanadischer Eishockeyspieler, der zuletzt zwischen 2013 und 2016 beim EHC Linz in der Erste Bank Eishockey Liga unter Vertrag stand. Zuvor spielte er über viele Jahre in der Deutschen Eishockey Liga. Sein Bruder Jeff ist ebenfalls Eishockeyspieler.

## Karriere
Ulmer begann seine Karriere 1996 in der NCAA für das Team der University of North Dakota. Diverse Stationen in nordamerikanischen Minor Leagues, vor allem der AHL, und auch in der finnischen SM-liiga folgten, ehe der Center zur Saison 2005/06 in die DEL zu den Kassel Huskies wechselte. Dort war der Rechtsschütze Topscorer mit 19 Toren und 29 Assists in 46 Spielen und erhielt die Auszeichnung als bester Neu-Import der Liga, die jährlich von der Zeitschrift EishockeyNews vergeben wird. In der Spielzeit 2006/07 stand Ulmer für die Hannover Scorpions auf dem Eis, ein Jahr später wechselte er zum DEL-Aufsteiger Grizzly Adams Wolfsburg. Dort spielte er bis zum Ende der Saison 2010/11, wobei er mit den Grizzlies deutscher Vizemeister wurde. Von 2011 bis 2013 spielte Jason Ulmer beim EHC München.
Von 2013 bis 2016 spielte er für Linz in der EBEL und erzielte 58 Tore und 102 Assists bei 177 Einsätzen. In allen drei Saisonen erreichte er mit den Oberösterreichern das Play-off-Halbfinale. Im April 2016 beendete er seine Karriere.

## Erfolge und Auszeichnungen
- 1996 SJHL Rookie of the Year
- 1997 NCAA Champion
- 2000 NCAA Champion und Third All-Star Team
- 2008 Teilnahme am DEL All-Star Game
- 2009 Teilnahme am DEL All-Star Game
- 2009 Topscorer der DEL-Hauptrunde

## Karrierestatistik
(Legende zur Spielerstatistik: Sp oder GP = absolvierte Spiele; T oder G = erzielte Tore; V oder A = erzielte Assists; Pkt oder Pts = erzielte Scorerpunkte; SM oder PIM = erhaltene Strafminuten; +/− = Plus/Minus-Bilanz; PP = erzielte Überzahltore; SH = erzielte Unterzahltore; GW = erzielte Siegtore; 1 Play-downs/Relegation; Kursiv: Statistik nicht vollständig)